# Кислотные оксиды
Кисло́тные окси́ды (ангидри́ды) — солеобразующие оксиды неметаллов или переходных металлов в высоких степенях окисления (от +4 до +7). У всех кислотных оксидов есть соответствующая кислородсодержащая кислота.
Кислотными называются оксиды, гидроксиды которых являются кислотами.

## Химические свойства
- Взаимодействуют с водой (за исключением диоксида кремния (SiO2)) с образованием кислоты[3]:

{\displaystyle {\mathsf {SO_{3}+H_{2}O\rightarrow H_{2}SO_{4}}}}
{\displaystyle {\mathsf {N_{2}O_{5}+H_{2}O\rightarrow 2HNO_{3}}}}
- Взаимодействуют со щелочами с образованием соли и воды[3]:

{\displaystyle {\mathsf {CO_{2}+2NaOH\rightarrow Na_{2}CO_{3}+H_{2}O}}}
- Взаимодействуют с основными оксидами с образованием соли[3]:

{\displaystyle {\mathsf {SO_{2}+MgO\rightarrow MgSO_{3}}}}
{\displaystyle {\mathsf {CO_{2}+CaO\rightarrow CaCO_{3}}}}
- Взаимодействуют с амфотерными оксидами[4]:
  - При реакции в расплаве образуется средняя соль: {\displaystyle {\mathsf {Al_{2}O_{3}+3SO_{3}\rightarrow Al_{2}(SO_{4})_{3}}}}

## Получение
- Окисление кислородом неметаллов[5]:

{\displaystyle {\mathsf {S+O_{2}\rightarrow SO_{2}}}}
- Разложение кислот[5]:

{\displaystyle {\mathsf {H_{2}CO_{3}\leftrightarrow H_{2}O+CO_{2}}}}
- Разложение некоторых солей (образуются основный и кислотный оксиды)[5]:

{\displaystyle {\mathsf {CaCO_{3}\leftrightarrow CaO+CO_{2}\uparrow }}}

## Примеры
Примеры кислотных оксидов:
- Оксид серы(IV) {\displaystyle SO_{2}};
- Оксид серы(VI) {\displaystyle SO_{3}};
- Оксид углерода(IV) {\displaystyle CO_{2}};
- Оксид кремния(IV) {\displaystyle SiO_{2}};
- Оксид фосфора(V) {\displaystyle P_{2}O_{5}};
- Оксид азота(V) {\displaystyle N_{2}O_{5}};
- Оксид хлора(VII) {\displaystyle Cl_{2}O_{7}};
- Оксид марганца(VII) {\displaystyle Mn_{2}O_{7}}.